# From Elvis Presley Boulevard, Memphis, Tennessee
| Recensione                    | Giudizio |
| ----------------------------- | -------- |
| AllMusic                      | [ 2 ]    |
| MusicHound                    | [ 3 ]    |
| The Rolling Stone Album Guide | [ 4 ]    |
| Rough Guides                  | [ 5 ]    |

From Elvis Presley Boulevard, Memphis, Tennessee è il 41° album in studio di Elvis Presley, pubblicato nel 1976.

## Descrizione
All'epoca Presley non aveva più molta voglia di recarsi in sala di incisione, preferendo, in questo momento della sua carriera, privilegiare le esibizioni dal vivo durante i concerti; per questo motivo i brani contenuti nel disco vennero registrati nello studio di registrazione approntato per l'occasione a Graceland, la celebre dimora di Elvis. Il disco fu il quarto LP di Presley a raggiungere la prima posizione nella classifica country di Billboard ma non riuscì ad andare oltre la 41ª posizione nella classifica generale.
Dall'album fu estratto il singolo Hurt (Lato B: For the Heart) che raggiunse la ventottesima posizione in classifica negli Stati Uniti.
Nel 2000, nella ristampa in CD, l'intero album è stato inserito come "bonus track" nella riedizione di Moody Blue, creando così un disco unico di 19 canzoni.

### Registrazione

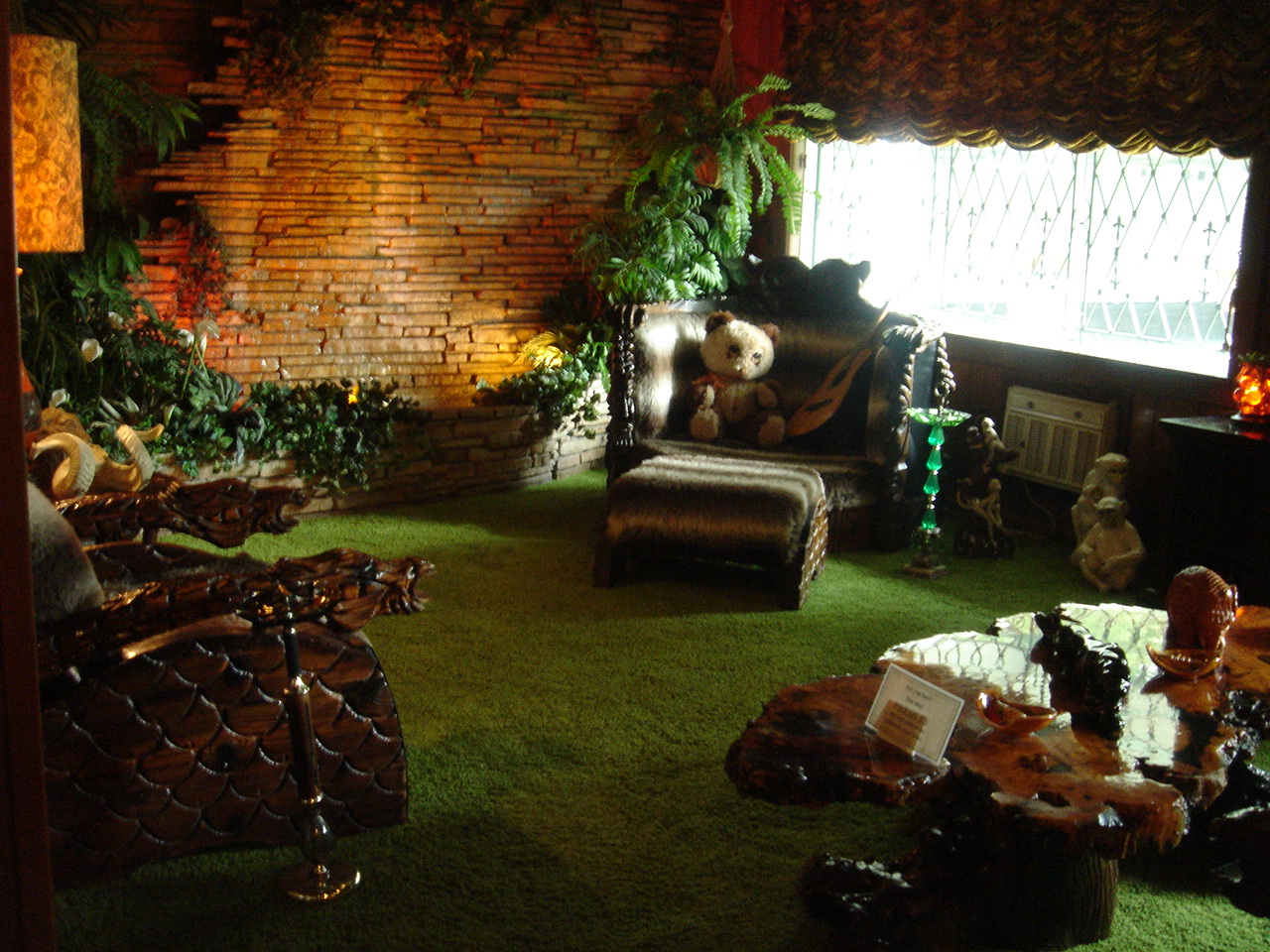
La Jungle Room, Graceland

Nel febbraio 1976, da tempo la RCA e il manager di Elvis, il Colonnello Tom Parker, concordavano sul fatto che fosse di vitale importanza che Elvis producesse del nuovo materiale da inserire nei prossimi album di studio. Non riuscendo a far venire Presley in uno studio di registrazione, decisero di mandare un camion pieno di attrezzature direttamente a Memphis, per permettere a Elvis di registrare nuovi brani comodamente a casa propria. Lo studio venne approntato nella cosiddetta "Jungle Room" (stanza della giungla), uno studiolo dietro la cucina che Presley aveva voluto arredare in stile polinesiano con tanto di piante esotiche e cascata d'acqua artificiale. La RCA si aspettava non meno di 20 nuovi brani, ma le sedute non partirono sotto buoni auspici. La prima sera, vennero registrati tre brani, She Thinks I Still Care (poi non inserita nell'album), The Last Farewell e un terzo brano, Bitter They Are Harder They Fall. La seconda seduta produsse solo il brano Solitaire, in quanto Elvis, che si ritirò spesso in camera da letto, preferì passare la serata a mostrare agli amici i suoi distintivi della polizia, ascoltando musica gospel e illustrando dettagliatamente agli esterrefatti musicisti in studio il suo piano per "eliminare" tutti gli spacciatori di Memphis.
Durante la terza serata, vennero provate diverse versioni di Moody Blue, canzone che sarebbe poi uscita come singolo e sull'omonimo album del 1977 ma non inclusa nel disco in lavorazione. La sera successiva, fu la volta di For the Heart, un grintoso rock opera dello stesso autore di Burning Love, Dennis Linde, e di Hurt ("Ferito"), un brano melodrammatico dalla forte componente emotiva di cui Elvis dà un'accorata interpretazione. Della stessa, il critico rock Dave Marsh, dirà in seguito: «Se davvero Elvis si sentiva così come risulta ascoltando la canzone, ci si sorprende non tanto del fatto che abbia vissuto ancora un anno ma che sia riuscito a sopravvivere fino a quel momento».
Le ultime due sedute di registrazione furono occupate da 10 take del brano tradizionale irlandese Danny Boy, da Love Coming Down, Never Again e Blue Eyes Crying in the Rain che furono tutte completate.
L'etichetta danese Follow That Dream Records, una sussidiaria della RCA/BMG che pubblica CD e libri per i collezionisti di Elvis Presley, ha pubblicato una versione alternativa a quella ufficiale di questo album, elaborata dall'esperto del settore Ernst Jorgensen, intitolata The Jungle Room Sessions, che presenta gli stessi brani ma con arrangiamenti differenti e varie outakes.

## Tracce
1. Hurt (Jimmie Crane, Al Jacobs) - 2:09 (Graceland, Memphis, 5 febbraio 1976)
2. Never Again (Billy Edd Wheeler, Jerry Chesnut) - 2:53 (Graceland, Memphis, Tennessee, 6 febbraio 1976)
3. Blue Eyes Crying in the Rain (Fred Rose) - 3:44 (Graceland, Memphis, 7 febbraio 1976)
4. Danny Boy (Frederic E. Weatherly) - 3:59 (Graceland, Memphis, 5 febbraio 1976)
5. The Last Farewell (Roger Whittaker, Ron A. Webster) - 4:05 (Graceland, Memphis, 2 febbraio 1976)
6. For the Heart (Dennis Linde) - 3:24 (Graceland, Memphis, 5 febbraio 1976)
7. Bitter They Are Harder They Fall (Larry Gatlin) - 3:19 (Graceland, Memphis, 2 febbraio 1976)
8. Solitaire (Neil Sedaka, Phil Cody) - 4:42 (Graceland, Memphis, 3 febbraio 1976)
9. Love Coming Down (Jerry Chesnut) - 3:09 (Graceland, Memphis, 7 febbraio 1976)
10. I'll Never Fall In Love Again (Lonnie Donegan, Jimmy Currie) - 3:19 (Graceland, Memphis, 4 febbraio 1976)[13]

## Formazione
- Elvis Presley - chitarra, voce
- J.D. Sumner & The Stamps, Kathy Westmoreland, Myrna Smith - cori
- Bergen White - arrangiamento archi e strumenti a fiato
- James Burton - chitarra
- Jerry Scheff - basso
- Glen D. Hardin - pianoforte
- David Briggs - pianoforte
- Ron Tutt - batteria
- Bobby Emmons - pianoforte elettrico
- Bill Sanford - chitarra
- Charlie Hodge - chitarra
- Norbert Putnam - basso
- John Wilkinson - chitarra